# Inside Llewyn Davis
Pour plus de détails, voir Fiche technique et Distribution.
Inside Llewyn Davis, ou Être Llewyn Davis au Québec, est un film américano-français réalisé par Joel et Ethan Coen et sorti en 2013.
Il est présenté en compétition officielle pour la Palme d'or au festival de Cannes 2013 et y a remporté le Grand Prix du jury.

## Synopsis
En 1961, Llewyn Davis, accompagné d'une chatte, est un chanteur-guitariste folk en difficulté. Il reste marqué par le suicide de son ami qui faisait un duo avec lui. Alors que l'hiver s'abat sur New York, il erre dans Greenwich Village avec sa guitare en main. Chaque soir, il doit convaincre des amis ou des connaissances de l'héberger. Il doit également se rendre à Chicago pour une audition avec Bud Grossman. Il a un vrai talent, il est intègre, mais il n'a vraiment pas de chance, ni dans ses espoirs de carrière, ni dans ses amours, ni dans ses liens familiaux. Même quand il cherche à rompre avec sa vie de bohème, il échoue… Alors qu'au même moment, dans le bar miteux où il vient de se produire pour un cachet dérisoire, monte sur la scène un jeune inconnu à la voix nasillarde.

## Fiche technique
- Titre original : Inside Llewyn Davis
- Titre québécois : Être Llewyn Davis
- Réalisation et scénario : Joel et Ethan Coen
- Direction artistique : Jess Gonchor (en)
- Décors : Deborah Jensen
- Costumes : Mary Zophres
- Montage : Joel et Ethan Coen (crédités sous le pseudonyme de Roderick Jaynes)
- Photographie : Bruno Delbonnel
- Production : Scott Rudin et Joel et Ethan Coen
- Sociétés de production : Mike Zoss Productions, Scott Rudin Productions et StudioCanal
- Sociétés de distribution : CBS Films (États-Unis), Studiocanal (France)
- Pays de production :  États-Unis,  France
- Langue originale : anglais
- Durée : 105 minutes
- Format : couleur - 35 mm - 2:35:1 - DCP Flat 1.85 - Son Dolby numérique
- Genre : comédie noire, comédie dramatique
- Dates de sortie[3] :
  - France : 19 mai 2013 (Festival de Cannes 2013 - sélection officielle)
  - France : 6 novembre 2013
  - Belgique : 6 novembre 2013
  - États-Unis : 6 décembre 2013 (sortie limitée)
  - États-Unis : 20 décembre 2013

## Distribution

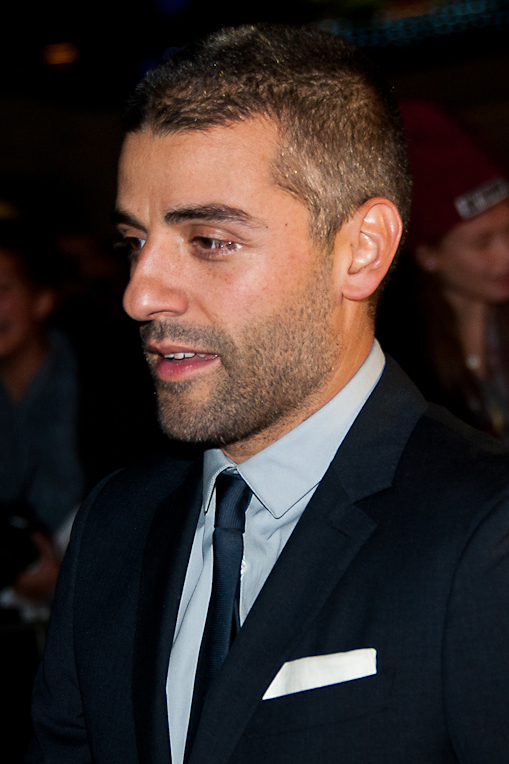
L'acteur principal Oscar Isaac, à la première londonienne du film, en octobre 2013.

- Oscar Isaac (VF : Jonathan Cohen) : Llewyn Davis
- Carey Mulligan (VF : Juliette Allain) : Jean Berkey
- Justin Timberlake (VF : Jean-Christophe Dollé) : Jim Berkey, mari de Jean
- John Goodman (VF : Jacques Frantz) : Roland Turner, jazzman
- Garrett Hedlund (VF : Jean-Michel Fête) : Johnny Five
- F. Murray Abraham (VF : Georges Claisse) : Bud Grossman, le producteur à Chicago
- Max Casella (VF : Emmanuel Quatra) : Pappi Corsicato, le tenancier du cabaret « Gaslight »
- Ethan Phillips (VF : Christian Hecq) : Mitch Gorfein
- Robin Bartlett (VF : Anne Loiret) : Lillian Gorfein, la femme de Mitch
- Stark Sands (VF : Mathieu Saccucci) : Troy Nelson, le jeune chanteur qui fait son service militaire
- Adam Driver (VF : Bryan Polach) : Al Cody
- Jerry Grayson (en) (VF : Georges Ser) : Mel Novikoff, l'agent de Llewin
- Jeanine Serralles (VF : Lisa Martino) : Joy, la sœur de Llewin
- Stan Carp : Hugh Davis, le père de Llewin
- Alex Karpovsky : Marty Green
- Jake Ryan (en) : Danny
- Bonnie Rose : Dodi Gamble
- Ricardo Cordero : Nunzio
- Bradley Mott : Joe Flom
- Jack O'Connell : groom
- Sylvia Kauders : Ginny
- Ian Jarvis : Cromartie
- Ian Blackman : homme au studio
- Steve Routman : docteur pour l'avortement

Source et légende : Version française (VF) sur le site d’AlterEgo (la société de doublage)

## Production

### Développement
L'histoire est inspirée de la vie d'artistes comme Ramblin' Jack Elliott et surtout Dave Van Ronk. La pochette de l'album fictif Inside Llewyn Davis reprend d'ailleurs celle de Inside Dave Van Ronk.

### Attribution des rôles
Pour le rôle principal, des acteurs comme Casey Affleck, Michael Fassbender, Ryan Reynolds, Scott Avett et Conor Oberst furent sollicités avant qu'Oscar Isaac ne soit choisi[réf. nécessaire].
Les frères Coen retrouvent John Goodman, après Arizona Junior, Barton Fink, Le Grand Saut, The Big Lebowski et O'Brother. Oscar Isaac et Carey Mulligan s'étaient quant à eux déjà croisés dans Drive en 2011.

### Tournage
Le tournage a eu lieu à New York, notamment à Greenwich Village, ainsi qu'à Medford, dans le Minnesota.
Le directeur de la photographie habituel des frères Coen, Roger Deakins, n'a pu se libérer pour le tournage du film, étant occupé par celui de Skyfall. C'est donc le Français Bruno Delbonnel qui le remplace.

### Bande originale
Bandes originales des films des frères Coen
True Grit
(2010)
La bande originale de Inside Llewyn Davis est composée de chansons folk, principalement interprétées par des acteurs du film. L'album est produit par T-Bone Burnett, qui avait déjà travaillé avec les frères Coen pour O'Brother et Ladykillers.
Liste des titres
1. “Hang Me, Oh Hang Me” (traditionnel ; arrangé par T-Bone Burnett) – Oscar Isaac
2. “Fare Thee Well (Dink’s Song)” (traditionnel ; arrangé par Oscar Isaac et T Bone Burnett) – Marcus Mumford et Oscar Isaac
3. “The Last Thing on My Mind” (Tom Paxton) – Stark Sands
4. “Five Hundred Miles” (Hedy West) – Justin Timberlake, Carey Mulligan et Stark Sands
5. “Please Mr. Kennedy” (Ed Rush, George Cromarty, T-Bone Burnett, Justin Timberlake, Joel Coen et Ethan Coen) – Oscar Isaac, Justin Timberlake et Adam Driver
6. “Green, Green Rocky Road” (Len Chandler et Robert Kaufman) – Oscar Isaac
7. “The Death of Queen Jane” (musique : Dáithí Sproule ; paroles : traditionnel ; arrangé par Oscar Isaac et T-Bone Burnett) – Oscar Isaac
8. “The Roving Gambler” (traditionnel) – John Cohen & the Down Hill Strugglers
9. “The Shoals of Herring” (Ewan MacColl) – Oscar Isaac
10. “The Auld Triangle” (Brendan Behan) – Chris Thile, Chris Eldridge, Marcus Mumford, Justin Timberlake et Gabe Witcher
11. “The Storms Are on the Ocean” (A.P. Carter) – Nancy Blake
12. “Fare Thee Well (Dink’s Song) (traditionnel ; arrangé par Oscar Isaac et T-Bone Burnett) – Oscar Isaac
13. “Farewell” (Bob Dylan) – Bob Dylan
14. “Green, Green Rocky Road” (Len Chandler et Robert Kaufman) – Dave Van Ronk

## Accueil
Le film a réalisé une recette de 13 235 316$ pour 1 627 000 entrées aux États-Unis. En France, il réalise 541 937 entrées.

## Distinctions

### Récompenses
- Festival de Cannes 2013 : Grand prix (sélection officielle)
- American Film Institute Awards 2013 : top 10 des meilleurs films de l'année
- Boston Online Film Critics Association Awards 2013 : meilleure photographie pour Bruno Delbonnel
- Boston Society of Film Critics Awards 2013 : meilleure utilisation de la musique dans un film
- Gotham Awards 2013 : meilleur film
- Houston Film Critics Society Awards 2013 : meilleure chanson originale pour Please Mr. Kennedy
- Las Vegas Film Critics Society Awards 2013 : meilleure chanson originale pour Please Mr. Kennedy
- National Board of Review Awards 2013 : meilleur scénario original pour Joel et Ethan Coen
- New York Film Critics Circle Awards 2013 : meilleure photographie pour Bruno Delbonnel
- Phoenix Film Critics Society Awards 2013 : meilleur espoir devant la caméra pour Oscar Isaac
- San Diego Film Critics Society Awards 2013 : meilleur acteur pour Oscar Isaac
- St. Louis Film Critics Association Awards 2013 : meilleure bande originale pour T-Bone Burnett
- Toronto Film Critics Association Awards 2013 : meilleur film et meilleur acteur pour Oscar Isaac
- Village Voice Film Poll 2013 : meilleur film
- London Film Critics Circle Awards 2014 : scénaristes de l'année pour Joel et Ethan Coen
- National Society of Film Critics Awards 2014 : meilleur film, meilleur réalisateur pour Joel et Ethan Coen, meilleur acteur pour Oscar Isaac et meilleure photographie pour Bruno Delbonnel
- Vancouver Film Critics Circle Awards 2014 : meilleur scénario, meilleur acteur pour Oscar Isaac
- Satellite Awards 2014 : meilleure photographie pour Bruno Delbonnel

### Nominations et sélections
- AFI Fest 2013
- Festival du film de Londres 2013 : Centrepiece Gala
- Festival du film de New York 2013
- Gotham Awards 2013 : meilleur acteur pour Oscar Isaac
- Washington D.C. Area Film Critics Association Awards 2013 :
  - Meilleur film
  - Meilleur scénario original pour Joel et Ethan Coen
  - Meilleure direction artistique
  - Meilleure photographie pour Bruno Delbonnel
- British Academy Film Awards 2014 :
  - Meilleur scénario original pour Joel et Ethan Coen
  - Meilleure photographie pour Bruno Delbonnel
  - Meilleur son pour Peter F. Kurland, Skip Lievsay et Greg Orloff
- Critics' Choice Movie Awards 2014 :
  - Meilleur film
  - Meilleur scénario original pour Joel et Ethan Coen
  - Meilleure photographie pour Bruno Delbonnel
  - Meilleure chanson originale pour Please Mr. Kennedy, interprétée par Oscar Isaac, Justin Timberlake et Adam Driver
- Golden Globes 2014 :
  - Meilleur film musical ou de comédie
  - Meilleur acteur dans un  film musical ou une comédie pour Oscar Isaac
  - Meilleure chanson originale pour Please Mr. Kennedy, interprétée par Oscar Isaac, Justin Timberlake et Adam Driver
- Independent Spirit Awards 2014 :
  - Meilleur film
  - Meilleur acteur pour Oscar Isaac
  - Meilleure photographie pour Bruno Delbonnel
- Oscars du cinéma 2014 :
  - Meilleure photographie pour Bruno Delbonnel
  - Meilleur mixage de son pour Skip Lievsay, Greg Orloff et Peter F. Kurland
- Satellite Awards 2014 :
  - Meilleur film
  - Meilleur réalisateur pour Joel et Ethan Coen
  - Meilleur scénario original pour Joel et Ethan Coen
  - Meilleur son
  - Meilleure chanson originale pour Please Mr. Kennedy